# Umbilicus botryoides
Umbilicus botryoides är en fetbladsväxtart som beskrevs av Ferdinand von Hochstetter och Achille Richard. Umbilicus botryoides ingår i släktet navelörter, och familjen fetbladsväxter. Inga underarter finns listade i Catalogue of Life.